# Гравитационный колодец

Срез гравитационных колодцев системы Земля — Луна. P — точка Лагранжа L1.

Гравитационный колодец — концепция рассмотрения гравитационного поля небесных тел, интерпретация графика их гравитационного потенциала: чем массивнее тело, тем глубже и больше порождаемый им гравитационный колодец.
Так, Солнце, как самый массивный объект Солнечной системы, порождает в ней самый большой и глубокий колодец. Центр гравитационного колодца, порождаемого телом, совпадает с его центром масс и рассматривается, как его «дно», а процесс высвобождения из гравитационного поля тела — как «вылезание из гравитационного колодца». Чем глубже гравитационный колодец, тем больше энергии требуется, чтобы из него выбраться. Для покидания гравитационного колодца какого-либо тела, надо достичь относительно него второй космической скорости.
В астрофизике гравитационный колодец имеет конкретный смысл поля гравитационного потенциала вокруг массивного тела. Среди других типов потенциальных колодцев рассматриваются электрический и магнитный потенциальные колодцы. Иногда физические модели гравитационных колодцев используются для иллюстраций в небесной механике.

## Детали

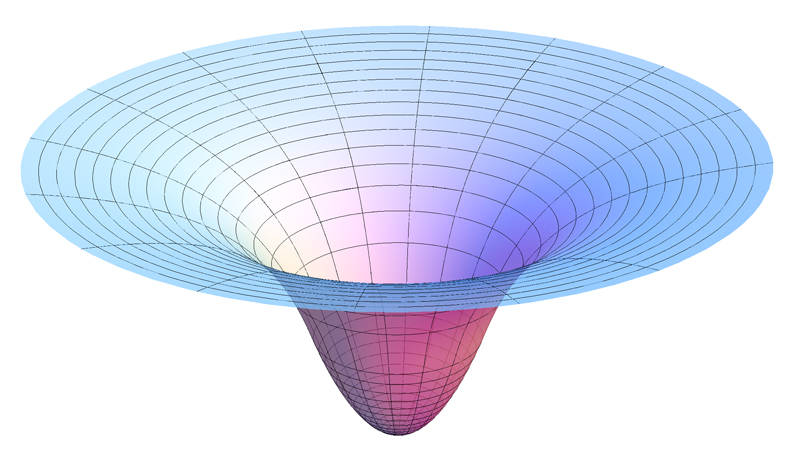
График двухмерного среза гравитационного потенциала в окрестности сферически симметрического тела однородной плотности и в самом этом теле.

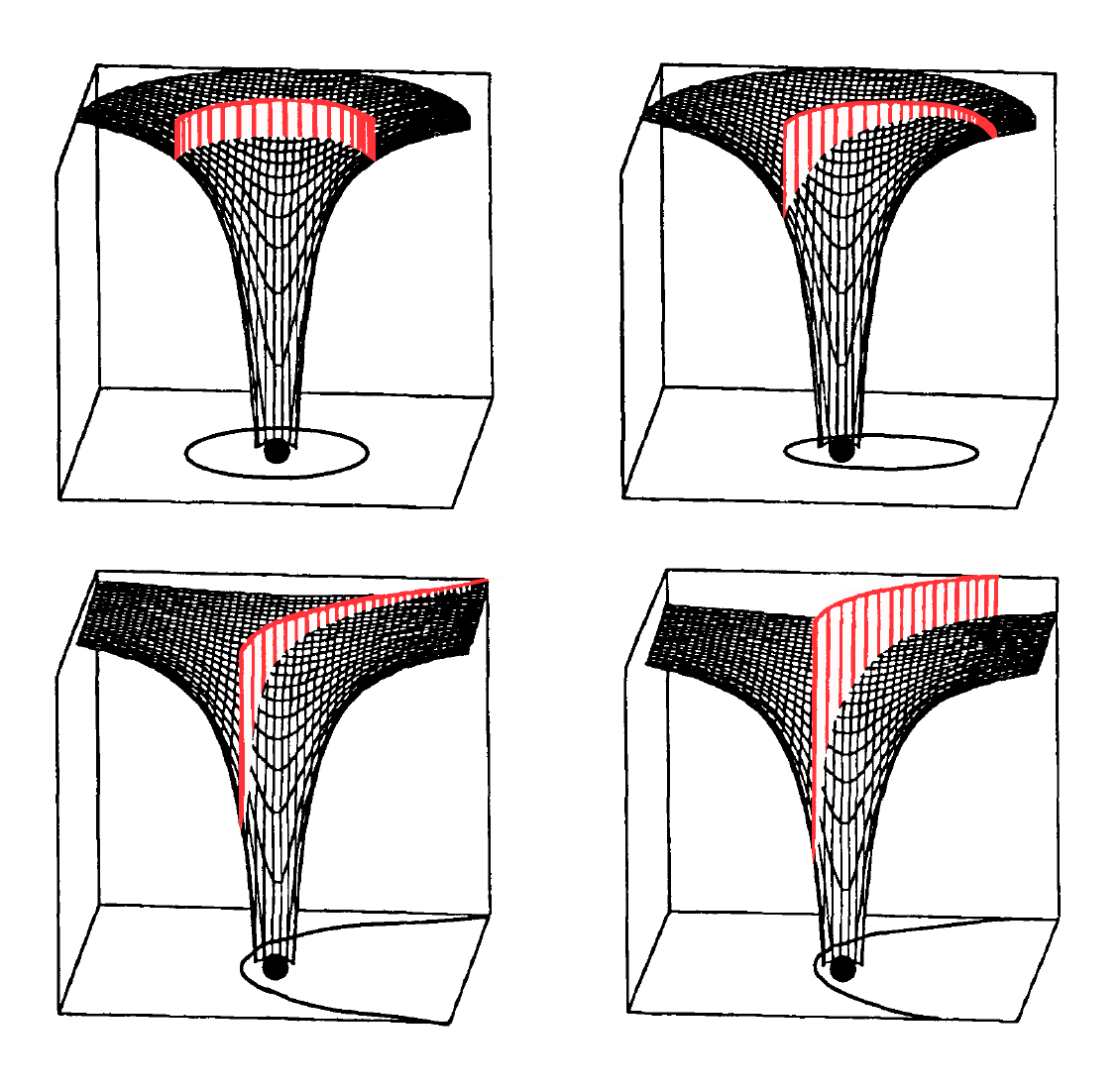
4 типа траекторий в гравитационном колодце: круговая, эллиптическая (орбитальные), параболическая и гиперболическая (пролёт). Потенциальная энергия относительно центрального тела показана чёрным, кинетическая энергия движущегося тела — красным; относительные скорость и расстояние меняются по законам Кеплера.

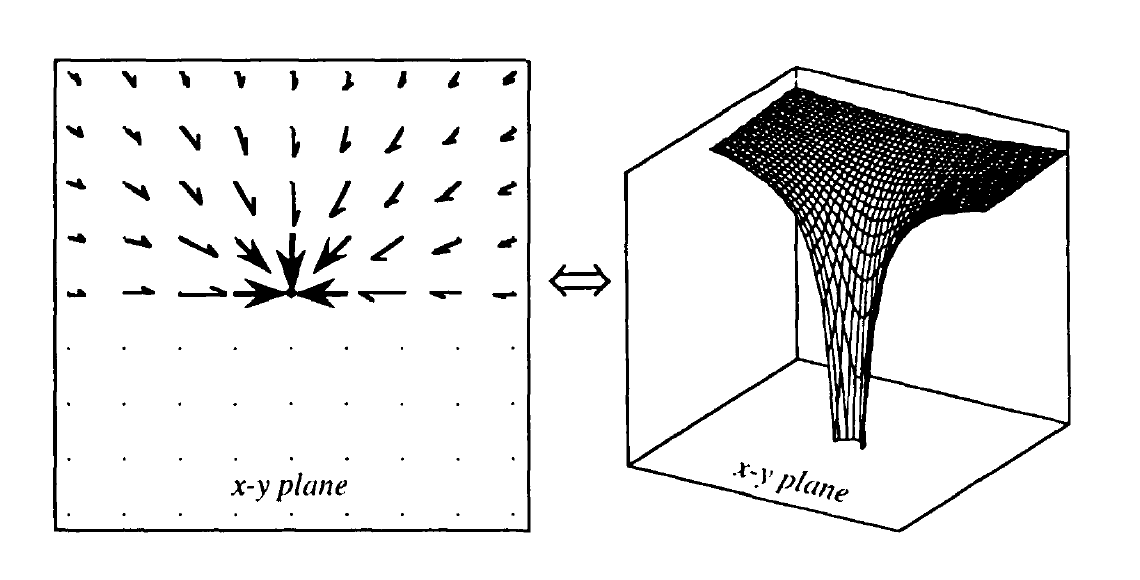
Векторы поля гравитации (слева) в двумерном срезе гравитационного колодца (справа). Ось Z — потенциальная энергия.

Гравитационный потенциал сферически симметричного тела массы M вне этого тела задаётся формулой
{\displaystyle \Phi (\mathbf {x} )=-{\frac {GM}{|\mathbf {x} |}},} где G — гравитационная постоянная.
График этой функции на двумерной плоскости (гиперболоид) показан справа, с дополнением графиком потенциала внутри тела постоянной плотности, хотя эта часть графика и бессмысленна, поскольку орбита не может пересекать тело.

## В культуре
Искусственные гравитационные колодцы являются частым элементом антуража во вселенной «Звёздных войн».